# ジョージ・リチャーズ・マイノット
ジョージ・リチャーズ・マイノット（英語: George Richards Minot, 1885年12月2日 - 1950年2月25日）はマサチューセッツ州ボストン生まれのアメリカ人医師、医学研究者。悪性貧血の治療法に関する研究で、ジョージ・H・ウィップル、ウィリアム・P・マーフィとともに1934年度のノーベル生理学・医学賞を受賞した。

## 人物
1912年にハーバード大学医学部を卒業した。1914年からジョンズ・ホプキンス大学医学部助教授を務めたのち、1915年にハーバード大学医学部助教授に戻って研究を続けた。ウィップルとマイノットは、悪性貧血の治療には、肝臓に多く含まれるビタミンB12が有効であることをつきとめた。1929年ジョージ・M・コーバー・メダル受賞。